# Badminton na Letnich Igrzyskach Olimpijskich 2024 – debel mężczyzn
Turniej gry podwójnej mężczyzn w badmintonie podczas XXXIII Letnich Igrzysk Olimpijskich w Paryżu został rozegrany w dniach od 27 lipca do 4 sierpnia 2024 roku w Arena Porte de la Chapelle. W rywalizacji wzięło udział 17 par z 15 reprezentacji.

## Zasady turnieju
Zawodnicy zostali podzieleni na cztery grupy, w których rywalizowano systemem każdy z każdym. Dwie najlepsze pary z każdej z grup awansowały do ćwierćfinału. Od tego czasu rywalizacja przybrała formę pucharową. W trakcie całego turnieju mecze rozgrywane były do dwóch zwycięskich setów.

## Rozstawieni zawodnicy
1. Liang Weikeng / Wang Chang
2. Kim Astrup / Anders Skaarup Rasmussen
3. Satwiksairaj Rankireddy / Chirag Shetty
4. Kang Min-hyuk / Seo Seung-jae

## Faza grupowa

### Grupa A
| Lp. | Zawodnik                         | M | Z | P | S+ | S- | S+/- | P+  | P-  | P+/- | Pkt | Kwalifikacja        |
| --- | -------------------------------- | - | - | - | -- | -- | ---- | --- | --- | ---- | --- | ------------------- |
| 1   | Liang Weikeng / Wang Chang (CHN) | 3 | 3 | 0 | 6  | 1  | +5   | 142 | 106 | +36  | 3   | Awans do 1/4 finału |
| 2   | Aaron Chia / Soh Wooi Yik (MAS)  | 3 | 2 | 1 | 4  | 3  | +1   | 139 | 118 | +21  | 2   | Awans do 1/4 finału |
| 3   | Ben Lane / Sean Vendy (GBR)      | 3 | 1 | 2 | 4  | 4  | 0    | 143 | 142 | +1   | 1   |                     |
| 4   | Adam Dong / Nyl Yakura (CAN)     | 3 | 0 | 3 | 0  | 6  | −6   | 68  | 126 | −58  | 0   |                     |

| Data     | Czas  | Drużyna 1                | Wynik | Drużyna 2               | Set 1 | Set 2 | Set 3 | Raport |
| -------- | ----- | ------------------------ | ----- | ----------------------- | ----- | ----- | ----- | ------ |
| 27 lipca | 09:20 | Liang Weikeng Wang Chang | 2–0   | Adam Dong Nyl Yakura    | 21–5  | 21–12 |       | Raport |
| 27 lipca | 10:10 | Aaron Chia Soh Wooi Yik  | 2–1   | Ben Lane Sean Vendy     | 19–21 | 21–16 | 21–11 | Raport |
| 28 lipca | 09:20 | Aaron Chia Soh Wooi Yik  | 2–0   | Adam Dong Nyl Yakura    | 21–10 | 21–15 |       | Raport |
| 28 lipca | 10:10 | Liang Weikeng Wang Chang | 2–1   | Ben Lane Sean Vendy     | 21–18 | 13–21 | 21–14 | Raport |
| 29 lipca | 20:20 | Ben Lane Sean Vendy      | 2–0   | Adam Dong Nyl Yakura    | 21–14 | 21–12 |       | Raport |
| 29 lipca | 21:10 | Liang Weikeng Wang Chang | 2–0   | Aaron Chia Soh Wooi Yik | 24–22 | 21–14 |       | Raport |

### Grupa B
| Lp. | Zawodnik                                    | M | Z | P | S+ | S- | S+/- | P+  | P-  | P+/- | Pkt | Kwalifikacja        |
| --- | ------------------------------------------- | - | - | - | -- | -- | ---- | --- | --- | ---- | --- | ------------------- |
| 1   | Kang Min-hyuk / Seo Seung-jae (KOR)         | 3 | 3 | 0 | 6  | 0  | +6   | 126 | 92  | +34  | 3   | Awans do 1/4 finału |
| 2   | Supak Jomkoh / Kittinupong Kedren (THA)     | 3 | 2 | 1 | 4  | 2  | +2   | 115 | 98  | +17  | 2   | Awans do 1/4 finału |
| 3   | Christo Popov / Toma Junior Popov (FRA) (H) | 3 | 1 | 2 | 2  | 4  | −2   | 107 | 121 | −14  | 1   |                     |
| 4   | Ondřej Král / Adam Mendrek (CZE)            | 3 | 0 | 3 | 0  | 6  | −6   | 89  | 126 | −37  | 0   |                     |

| Data     | Czas  | Drużyna 1                       | Wynik | Drużyna 2                       | Set 1 | Set 2 | Set 3 | Raport |
| -------- | ----- | ------------------------------- | ----- | ------------------------------- | ----- | ----- | ----- | ------ |
| 27 lipca | 19:30 | Supak Jomkoh Kittinupong Kedren | 2–0   | Christo Popov Toma Junior Popov | 21–14 | 21–19 |       | Raport |
| 27 lipca | 22:00 | Kang Min-hyuk Seo Seung-jae     | 2–0   | Ondřej Král Adam Mendrek        | 21–12 | 21–17 |       | Raport |
| 28 lipca | 14:00 | Kang Min-hyuk Seo Seung-jae     | 2–0   | Christo Popov Toma Junior Popov | 21–17 | 21–15 |       | Raport |
| 28 lipca | 16:30 | Supak Jomkoh Kittinupong Kedren | 2–0   | Ondřej Král Adam Mendrek        | 21–10 | 21–13 |       | Raport |
| 30 lipca | 15:40 | Kang Min-hyuk Seo Seung-jae     | 2–0   | Supak Jomkoh Kittinupong Kedren | 21–16 | 21–15 |       | Raport |
| 30 lipca | 21:10 | Christo Popov Toma Junior Popov | 2–0   | Ondřej Král Adam Mendrek        | 21–18 | 21–19 |       | Raport |

### Grupa C
| Lp. | Zawodnik                                      | M | Z | P | S+ | S- | S+/- | P+ | P- | P+/- | Pkt | Kwalifikacja        |
| --- | --------------------------------------------- | - | - | - | -- | -- | ---- | -- | -- | ---- | --- | ------------------- |
| 1   | Satwiksairaj Rankireddy / Chirag Shetty (IND) | 2 | 2 | 0 | 4  | 0  | +4   | 84 | 57 | +27  | 2   | Awans do 1/4 finału |
| 2   | Fajar Alfian / Muhammad Rian Ardianto (INA)   | 2 | 1 | 1 | 2  | 2  | 0    | 68 | 65 | +3   | 1   | Awans do 1/4 finału |
| 3   | Lucas Corvée / Ronan Labar (FRA) (H)          | 2 | 0 | 2 | 0  | 4  | −4   | 54 | 84 | −30  | 0   |                     |
| 4   | Mark Lamsfuß / Marvin Seidel (GER)            | 0 | 0 | 0 | 0  | 0  | 0    | 0  | 0  | 0    | 0   | Wycofali się        |

1. ↑  Mark Lamsfuß i Marvin Seidel wycofali się z turnieju.

| Data     | Czas  | Drużyna 1                             | Wynik | Drużyna 2                           | Set 1 | Set 2 | Set 3 | Raport |
| -------- | ----- | ------------------------------------- | ----- | ----------------------------------- | ----- | ----- | ----- | ------ |
| 27 lipca | 14:50 | Fajar Alfian Muhammad Rian Ardianto   | 2–0   | Mark Lamsfuß Marvin Seidel          | 21–13 | 21–17 |       | Raport |
| 27 lipca | 16:30 | Satwiksairaj Rankireddy Chirag Shetty | 2–0   | Lucas Corvée Ronan Labar            | 21–17 | 21–14 |       | Raport |
| 29 lipca | 11:00 | Fajar Alfian Muhammad Rian Ardianto   | 2–0   | Lucas Corvée Ronan Labar            | 21–13 | 21–10 |       | Raport |
| 30 lipca | 14:00 | Satwiksairaj Rankireddy Chirag Shetty | 2–0   | Fajar Alfian Muhammad Rian Ardianto | 21–13 | 21–13 |       | Raport |

### Grupa D
| Lp. | Zawodnik                                    | M | Z | P | S+ | S- | S+/- | P+  | P-  | P+/- | Pkt | Kwalifikacja        |
| --- | ------------------------------------------- | - | - | - | -- | -- | ---- | --- | --- | ---- | --- | ------------------- |
| 1   | Lee Yang / Wang Chi-lin (TPE)               | 4 | 4 | 0 | 8  | 2  | +6   | 207 | 162 | +45  | 4   | Awans do 1/4 finału |
| 2   | Kim Astrup / Anders Skaarup Rasmussen (DEN) | 4 | 3 | 1 | 7  | 2  | +5   | 178 | 157 | +21  | 3   | Awans do 1/4 finału |
| 3   | Liu Yuchen / Ou Xuanyi (CHN)                | 4 | 2 | 2 | 5  | 4  | +1   | 173 | 169 | +4   | 2   |                     |
| 4   | Takuro Hoki / Yugo Kobayashi (JPN)          | 4 | 1 | 3 | 2  | 6  | −4   | 145 | 151 | −6   | 1   |                     |
| 5   | Vinson Chiu / Joshua Yuan (USA)             | 4 | 0 | 4 | 0  | 8  | −8   | 104 | 168 | −64  | 0   |                     |

| Data     | Czas  | Drużyna 1                           | Wynik | Drużyna 2                  | Set 1 | Set 2 | Set 3 | Raport |
| -------- | ----- | ----------------------------------- | ----- | -------------------------- | ----- | ----- | ----- | ------ |
| 27 lipca | 21:10 | Takuro Hoki Yugo Kobayashi          | 0–2   | Lee Yang Wang Chi-lin      | 16–21 | 10–21 |       | Raport |
| 27 lipca | 22:00 | Kim Astrup Anders Skaarup Rasmussen | 2–0   | Vinson Chiu Joshua Yuan    | 21–13 | 21–16 |       | Raport |
| 28 lipca | 20:20 | Kim Astrup Anders Skaarup Rasmussen | 1–2   | Lee Yang Wang Chi-lin      | 15–21 | 21–19 | 15–21 | Raport |
| 28 lipca | 21:10 | Liu Yuchen Ou Xuanyi                | 2–0   | Vinson Chiu Joshua Yuan    | 21–13 | 21–14 |       | Raport |
| 29 lipca | 15:40 | Kim Astrup Anders Skaarup Rasmussen | 2–0   | Liu Yuchen Ou Xuanyi       | 21–15 | 21–13 |       | Raport |
| 29 lipca | 19:30 | Takuro Hoki Yugo Kobayashi          | 2–0   | Vinson Chiu Joshua Yuan    | 21–11 | 21–12 |       | Raport |
| 30 lipca | 11:00 | Lee Yang Wang Chi-lin               | 2–0   | Vinson Chiu Joshua Yuan    | 21–12 | 21–13 |       | Raport |
| 30 lipca | 15:40 | Takuro Hoki Yugo Kobayashi          | 0–2   | Liu Yuchen Ou Xuanyi       | 20–22 | 18–21 |       | Raport |
| 31 lipca | 14:00 | Kim Astrup Anders Skaarup Rasmussen | 2–0   | Takuro Hoki Yugo Kobayashi | 21–19 | 22–20 |       | Raport |
| 31 lipca | 14:00 | Liu Yuchen Ou Xuanyi                | 1–2   | Lee Yang Wang Chi-lin      | 21–17 | 17–21 | 22–24 | Raport |

## Faza pucharowa
|  |              |                                       |                         |                         |              |    |                                     |                                     |                          |                         |                         |                   |                   |                   |                   |                   |       |       |       |
|  | Ćwierćfinały | Ćwierćfinały                          | Ćwierćfinały            | Ćwierćfinały            | Ćwierćfinały |    |                                     | Półfinały                           | Półfinały                | Półfinały               | Półfinały               | Półfinały         |                   |                   | Finał             | Finał             | Finał | Finał | Finał |
|  | Ćwierćfinały | Ćwierćfinały                          | Ćwierćfinały            | Ćwierćfinały            | Ćwierćfinały |    |                                     | Półfinały                           | Półfinały                | Półfinały               | Półfinały               | Półfinały         |                   |                   | Finał             | Finał             | Finał | Finał | Finał |
|  |              |                                       |                         |                         |              |    |                                     |                                     |                          |                         |                         |                   |                   |                   |                   |                   |       |       |       |
|  |              |                                       |                         |                         |              |    |                                     |                                     |                          |                         |                         |                   |                   |                   |                   |                   |       |       |       |
|  | A1           | Liang Weikeng Wang Chang              | 24                      | 22                      |              |    |                                     |                                     |                          |                         |                         |                   |                   |                   |                   |                   |       |       |       |
|  | A1           | Liang Weikeng Wang Chang              | 24                      | 22                      |              |    |                                     |                                     |                          |                         |                         |                   |                   |                   |                   |                   |       |       |       |
|  | C2           | Fajar Alfian Muhammad Rian Ardianto   | 22                      | 20                      |              |    |                                     |                                     |                          |                         |                         |                   |                   |                   |                   |                   |       |       |       |
|  | C2           | Fajar Alfian Muhammad Rian Ardianto   | 22                      | 20                      |              |    | Liang Weikeng Wang Chang            | Liang Weikeng Wang Chang            | 21                       | 15                      | 21                      |                   |                   |                   |                   |                   |       |       |       |
|  |              |                                       |                         |                         |              |    | Liang Weikeng Wang Chang            | Liang Weikeng Wang Chang            | 21                       | 15                      | 21                      |                   |                   |                   |                   |                   |       |       |       |
|  |              |                                       | Aaron Chia Soh Wooi Yik | Aaron Chia Soh Wooi Yik | 19           | 21 | 17                                  |                                     |                          |                         |                         |                   |                   |                   |                   |                   |       |       |       |
|  | C1           | Satwiksairaj Rankireddy Chirag Shetty | Aaron Chia Soh Wooi Yik | Aaron Chia Soh Wooi Yik | 19           | 21 | 17                                  | 21                                  | 14                       | 16                      |                         |                   |                   |                   |                   |                   |       |       |       |
|  | C1           | Satwiksairaj Rankireddy Chirag Shetty |                         |                         |              |    |                                     |                                     |                          | 16                      |                         |                   |                   |                   |                   |                   |       |       |       |
|  | A2           | Aaron Chia Soh Wooi Yik               | 13                      | 21                      | 21           |    |                                     |                                     |                          |                         |                         |                   |                   |                   |                   |                   |       |       |       |
|  | A2           | Aaron Chia Soh Wooi Yik               | 13                      | 21                      | 21           |    |                                     | Liang Weikeng Wang Chang            | Liang Weikeng Wang Chang | 17                      | 21                      | 19                |                   |                   |                   |                   |       |       |       |
|  |              |                                       |                         |                         |              |    |                                     |                                     |                          |                         |                         |                   |                   |                   |                   |                   |       |       |       |
|  |              |                                       | Lee Yang Wang Chi-lin   | Lee Yang Wang Chi-lin   | 21           | 18 | 21                                  |                                     |                          |                         |                         |                   |                   |                   |                   |                   |       |       |       |
|  | D2           | Kim Astrup Anders Skaarup Rasmussen   | Lee Yang Wang Chi-lin   | Lee Yang Wang Chi-lin   | 21           | 18 | 21                                  | 21                                  | 22                       |                         |                         |                   |                   |                   |                   |                   |       |       |       |
|  | D2           | Kim Astrup Anders Skaarup Rasmussen   |                         |                         |              |    |                                     |                                     |                          |                         |                         |                   |                   |                   |                   |                   |       |       |       |
|  | B1           | Kang Min-hyuk Seo Seung-jae           | 19                      | 20                      |              |    |                                     |                                     |                          |                         |                         |                   |                   |                   |                   |                   |       |       |       |
|  | B1           | Kang Min-hyuk Seo Seung-jae           | 19                      | 20                      |              |    | Kim Astrup Anders Skaarup Rasmussen | Kim Astrup Anders Skaarup Rasmussen | 21                       | 17                      | 10                      | Mecz o 3. miejsce | Mecz o 3. miejsce | Mecz o 3. miejsce | Mecz o 3. miejsce | Mecz o 3. miejsce |       |       |       |
|  |              |                                       |                         |                         |              |    | Kim Astrup Anders Skaarup Rasmussen | Kim Astrup Anders Skaarup Rasmussen | 21                       | 17                      | 10                      | Mecz o 3. miejsce | Mecz o 3. miejsce | Mecz o 3. miejsce | Mecz o 3. miejsce | Mecz o 3. miejsce |       |       |       |
|  |              |                                       | Lee Yang Wang Chi-lin   | Lee Yang Wang Chi-lin   | 18           | 21 | 21                                  |                                     |                          |                         |                         |                   |                   |                   |                   |                   |       |       |       |
|  | B2           | Supak Jomkoh Kittinupong Kedren       | Lee Yang Wang Chi-lin   | Lee Yang Wang Chi-lin   | 18           | 21 | 21                                  | 14                                  | 17                       |                         |                         |                   |                   |                   |                   |                   |       |       |       |
|  | B2           | Supak Jomkoh Kittinupong Kedren       |                         |                         |              |    |                                     |                                     |                          | Aaron Chia Soh Wooi Yik | Aaron Chia Soh Wooi Yik | 16                | 22                | 21                |                   |                   |       |       |       |
|  | D1           | Lee Yang Wang Chi-lin                 | 21                      | 21                      |              |    |                                     |                                     |                          | Aaron Chia Soh Wooi Yik | Aaron Chia Soh Wooi Yik | 16                | 22                | 21                |                   |                   |       |       |       |
|  | D1           | Lee Yang Wang Chi-lin                 | 21                      | 21                      |              |    | Kim Astrup Anders Skaarup Rasmussen | Kim Astrup Anders Skaarup Rasmussen | 21                       | 20                      | 19                      |                   |                   |                   |                   |                   |       |       |       |
|  |              |                                       |                         |                         |              |    | Kim Astrup Anders Skaarup Rasmussen | Kim Astrup Anders Skaarup Rasmussen | 21                       | 20                      | 19                      |                   |                   |                   |                   |                   |       |       |       |